# 鶴ヶ城 (豊後国)
鶴ヶ城（つるがじょう）は、大分県大分市上戸次にあった日本の城。
鶴賀城とも。
天正14年12月12日（1587年1月20日）の戸次川の戦い（へつぎがわのたたかい）により落城した。